# دوچرخه‌سواری در المپیک تابستانی ۱۹۴۸
دوچرخه‌سواری در بازی‌های المپیک تابستانی ۱۹۴۸ نام رویداد ورزش دوچرخه‌سواری در بازی‌های المپیک تابستانی بود که در سال ۱۹۴۸ برگزار شد. این مسابقات که فقط برای مردان بود از دو بخش دوچرخه‌سواری جاده و چهار بخش دوچرخه‌سواری پیست تشکیل شده بود که در لندن برگزار شد. مسابقات دوچرخه‌سواری پیست در جنوب لندن برگزار شد.
فرانسه توانست با کسب ۳ طلا و ۲ برنز برنده این مسابقات شود.

## نتایج

### جاده
| رویداد             | طلا                                                          | نقره                                                                         | برنز                                             |
| رقابت انفرادی جاده | ژوزه بئار · فرانسه                                           | خریت فورتینگ · هلند                                                          | لوده واوترس · بلژیک                              |
| رقابت تیمی جاده    | بلژیک (BEL) · لئون د لاتوور · اوژن فان روسبروک · لوده واوترس | بریتانیای کبیر (GBR) · باب مایتلند · ایان اسکات · گوردون توماس · ارنی کلمنتز | فرانسه (FRA) · ژوزه بئار · ژاگ دوپون · آلن موئنو |

### پیست
| رویداد             | طلا                                                               | نقره                                                                        | برنز                                                                         |
| تعقیبی تیمی        | فرانسه (FRA) · فرنان دوکانالی · پیر آدام · سرژ بلوسون · شارل کوست | ایتالیا (ITA) · رینو پوچی · آرنالدو بنفناتی · گویدو برناردی · انسلمو چیتریو | بریتانیای کبیر (GBR) · ویلفرد واترز · آلن گلدارد · تامی گودوین · دیوید ریکتز |
| اسپرینت            | ماریو گلا · ایتالیا                                               | رج هریس · بریتانیای کبیر                                                    | اکسل شاندورف · دانمارک                                                       |
| تاندم              | رناتو پرونا · و فردیناندو تروتزی (ITA)                            | آلن بانیستر · و رج هریس (GBR)                                               | گاستون درون · و رنه فه (FRA)                                                 |
| ۱۰۰۰ متر تایم تریل | ژاگ دوپون · فرانسه                                                | پیر نیئان · بلژیک                                                           | تامی گودوین · بریتانیای کبیر                                                 |

## جدول مدال‌ها
| رتبه | کشورها         | طلا | نقره | برنز | مجموع |
| ۱    | فرانسه         | ۳   | ۰    | ۲    | ۵     |
| ۲    | ایتالیا        | ۲   | ۱    | ۰    | ۳     |
| ۳    | بلژیک          | ۱   | ۱    | ۱    | ۳     |
| ۴    | بریتانیای کبیر | ۰   | ۳    | ۲    | ۵     |
| ۵    | هلند           | ۰   | ۱    | ۰    | ۱     |
| ۶    | دانمارک        | ۰   | ۰    | ۱    | ۱     |